# Romi Park
Romi Park (jap. 朴 璐美, Paku Romi, * 22. Januar 1972 in Edogawa, Tokio) ist eine japanische Synchronsprecherin (Seiyū) koreanischer Abstammung (Zainichi).

## Leben
Sie schloss ihre Schulausbildung an der Tōhō Gakuen Geijutsu Tanki Daigaku ab, die sich in Richtung Musik und Schauspiel spezialisiert hat. Danach studierte sie an der Yonsei University in Seoul. 
Sie spricht mehrere Rollen in Animes, meist Jungen, darunter Edward Elric (Fullmetal Alchemist), Ren Tao (Shaman King) und Natsume Hyūga (Alice Academy). Bei den ersten Seiyū Awards 2007 gewann sie eine Auszeichnung für ihre Rolle Nana Osaki im Anime Nana. 
Des Weiteren moderiert sie Radiosendungen, unter anderem mit Tomokazu Seki oder Mamoru Miyano als Co-Moderator.

## Rollen (Auswahl)

### Anime
- 1998: Kanan Gimms in Brain Powered
- 1999: Harry in One Piece
- 2000: Ken Ichijōji in Digimon Adventure 02
- 2001: Ren Tao in Shaman King
- 2002: Temari in Naruto
- 2003: Edward Elric in Fullmetal Alchemist
- 2003: Kazumi Higashiyama (Heimdall) in Detektiv Loki
- 2004: Natsume Hyūga in Alice Academy
- 2004: Tōshirō Hitsugaya in Bleach
- 2005: Clara in Blood+
- 2005: Kousuke Ueki in The Law of Ueki
- 2006: Nana Osaki in Nana
- 2006: Yuujirou Shihoudani in Princess Princess
- 2006: Temari in Naruto
- 2007: Zola in Blue Dragon
- 2007: Falis/Alita in Murder Princess
- 2007: Teresa in Claymore
- 2008: Kuromitsu in Kurozuka
- 2008: Katsuki Shima in Clannad After Story
- 2008: Karasuba in Sekirei
- 2008: Madame Red in Kuroshitsuji
- 2009: Edward Elric in Hagane no Renkinjutsushi: Fullmetal Alchemist
- 2009: Schweiz in Hetalia: Axis Powers
- 2011: Ganta Igarashi in Deadman Wonderland
- 2013: Hanji Zoe in Shingeki no Kyojin
- 2018: Alma in Radiant
- 2011: Pakunoda in (HunterxHunter)

### Japanische Fassung nichtjapanischer Produktionen
- Oblina in AAAHH!!! Real Monsters
- Gerald in Hey Arnold!: The Movie
- Libby in Sabrina – Total Verhext!
- Alex Munday (Lucy Liu) in 3 Engel für Charlie
- Clear Rivers in Final Destination
- Lola in Transporter 2
- Mariska in Van Helsing
- Rain Ocampo in Resident Evil
- Finn in Adventure Time